# Высокое (Марьевский сельсовет)
Высо́кое (до 1945 года Ве́рхний Кочеге́н, до 1920-х годов Коп-Кочеге́н; укр. Високе, крымскотат. Yuqarı Köçegen, Юкъары Кочеген) — исчезнувшее село в Ленинском районе Республики Крым, располагавшееся на юго-востоке района и Керченского полуострова, в балке Кочегеньская, примерно в 6,5 км к западу от современного села Костырино.

## История
Первое документальное упоминание села встречается в Камеральном Описании Крыма… 1784 года, судя по которому, в последний период Крымского ханства Кюй-Гючкен входил в Дин Керченский кадылык Кефинского каймаканства. После присоединения Крыма к России (8) 19 апреля 1783 года, (8) 19 февраля 1784 года, именным указом Екатерины II сенату, на территории бывшего Крымского Ханства была образована Таврическая область и деревня была приписана к Левкопольскому, а после ликвидации в 1787 году Левкопольского — к Феодосийскому уезду Таврической области. Перед Русско-турецкой войной 1787—1791 годов производилось выселение крымских татар из прибрежных селений во внутренние районы полуострова, в ходе которого в Кочеден было переселено 200 человек. В конце войны, 14 августа 1791 года всем было разрешено вернуться на место прежнего жительства. После Павловских реформ, с 1796 по 1802 год, входила в Акмечетский уезд Новороссийской губернии. По новому административному делению, после создания 8 (20) октября 1802 года Таврической губернии, Коп-Кочеген был включён в состав Акмозской волости Феодосийского уезда.
По Ведомости о числе селений, названиях оных, в них дворов… состоящих в Феодосийском уезде от 14 октября 1805 года , в деревне Коп-Кочеген числилось 30 дворов и 246 жителей. На военно-топографической карте генерал-майора Мухина 1817 года деревня Коп-Кочеген обозначена с 50 дворами. После реформы волостного деления 1829 года Коп Кочеген, согласно «Ведомости о казённых волостях Таврической губернии 1829 года», отнесли к Чурубашской волости (переименованной из Аккозской). На карте 1836 года в деревне Коп-Кочегень 45 дворов, как и на карте 1842 года.
В 1860-х годах, после земской реформы Александра II, деревню включили в состав Сарайминской волости. Согласно «Списку населённых мест Таврической губернии по сведениям 1864 года», составленному по результатам VIII ревизии 1864 года, Коп-Кочеген — владельческая татарская деревня с 28 дворами, 165 жителями и мечетью при безъименной балке. По обследованиям профессора А. Н. Козловского начала 1860-х годов, в селении колодцы были глубиной 1—5 саженей (от 2 до 10 м), но в большинстве из них (около трёх четвертей) вода была «дурного качества». Также имелись ауты, которые высыхали в течение лета (Аут — небольшой пруд в степном Крыму, наполнявшийся дождевой и талой водой). На трёхверстовой карте Шуберта 1865—1876 года в деревне Коп-Кочеген обозначено 26 дворов. По «Памятной книге Таврической губернии 1889 года», по результатам Х ревизии 1887 года, в деревнях Коп-Сараймин, Кият-Сараймин, Ортель и Коп-Кочеген вместе числилось 224 двора и 1209 жителей. По «…Памятной книжке Таврической губернии на 1892 год» в Коп-Кочегене, входившем в Сарайминское сельское общество, числилось 89 жителей в 19 домохозяйствах, а в безземельном Коп-Кочегене, не входившем в сельское общество — 137 жителей, домохозяйств не имеющих. На верстовой карте Крыма 1896 года в селении обозначено 35 дворов с татарским населением и мечеть. По «…Памятной книжке Таврической губернии на 1902 год» в деревне Коп-Кочегень, входившей в Сарайминское сельское общество, числилось 347 жителей в 9 домохозяйствах. По Статистическому справочнику Таврической губернии. Ч.II-я. Статистический очерк, выпуск пятый Феодосийский уезд, 1915 год, в деревне Коп-Кочегень Сарайминской волости Феодосийского уезда числилось 70 дворов (25 дворов с землёй, 45 — безземельные) с татарским населением в количестве 213 человек приписных жителей и 161 «посторонних», из которых 200 мужчин и 174 женщины. Жители владели 1868 десятинами удобной земли. В хозяйствах имелось 270 лошадей, 76 волов, 135 коров и 1050 голов овец, свиней, или коз.
После установления в Крыму Советской власти, по постановлению Крымревкома, 25 декабря 1920 года из Феодосийского уезда был выделен Керченский (степной) уезд, а, постановлением ревкома № 206 «Об изменении административных границ» от 8 января 1921 года была упразднена волостная система и в составе Керченского уезда был создан Керченский район в который вошло село (в 1922 году уезды получили название округов. 11 октября 1923 года, согласно постановлению ВЦИК, в административное деление Крымской АССР были внесены изменения, в результате которых округа были отменены и основной административной единицей стал Керченский район в который вошло село. Согласно Списку населённых пунктов Крымской АССР по Всесоюзной переписи 17 декабря 1926 года, в селе Кочегень Верхний, Марьевского сельсовета (в котором село состояло всю дальнейшую историю) Керченского района, числилось 40 дворов, из них 38 крестьянских, население составляло 191 человек, из них 189 татар, 2 записаны в графе «прочие», действовала татарская школа I ступени (пятилетка). Постановлением ВЦИК «О реорганизации сети районов Крымской АССР» от 30 октября 1930 года (по другим сведениям 15 сентября 1931 года) Керченский район упразднили и село включили в состав Ленинского, а, с образованием в 1935 году Маяк-Салынского района (переименованного 14 декабря 1944 года в Приморский) — в состав нового района. Видимо, в ходе той же реорганизации, был образован Верхне-Кочугеньский сельсовет, поскольку на 1940 год он уже существовал. На подробной карте РККА Керченского полуострова 1941 года в селе отмечено 21 двора.
В годы Великой Отечественной войны 4 жителя Кочегена пали в боях с захватчиками — об этом извещает надпись на памятном знаке в честь погибших воинов-односельчан, установленном в центре сельского поселения Марьевке.
Указом Президиума Верховного Совета РСФСР от 21 августа 1945 года Верхний Кочугень был переименован в Высокое и Верхне-Кочугеньский сельсовет — в Высоковский. С 25 июня 1946 года селение в составе Крымской области РСФСР. Указом Президиума Верховного Совета РСФСР от 18 мая 1948 года к Высокому присоединили Нижний Кучугень. 26 апреля 1954 года Крымская область была передана из состава РСФСР в состав УССР. Время включения в Марьевский сельсовет пока не установлено: на 15 июня 1960 года село уже числилось в его составе. Исключено из учётных данных в 1963 году, как село уже Марфовского сельсовета. Ныне территория, на которой располагалось село, относится к Марьевскому сельсовету. Название села сохранилось в названии лесничества — Высоковское.

### Динамика численности населения
| - 1805 год — 246 чел. - 1864 год — 145 чел. - 1889 год — 1209 чел. - 1892 год — 226 чел. | - 1902 год — 347 чел. - 1915 год — 213/161 чел. - 1926 год — 191 чел. |